# Wade Hampton I
Wade Hampton (1752- 4. februar 1835) var en soldat, politiker og rig plantageejer fra South Carolina. Han tilhørte den indflydelsesrige Hampton familie, som havde stor betydning næsten frem til det 20. århundrede. Hans tipoldefar Thomas Hampton  (1623–1690) blev født i England og bosatte sig i Kolonien Virginia.
Hampton kæmpede under den Amerikanske revolution som oberstløjtnant i et frivilligt kavaleriregiment fra South Carolina. Han var medlem af Repræsentanternes Hus for South Carolina i 1795–1797 og  1803–1805 samt valgmand ved præsidentvalget i 1801.
Han blev oberst i den amerikanske hær i 1808 og blev forfremmet til Brigadegeneral i 1809 hvor han efterfulgte James Wilkinson som kommandant i New Orleans.
Han benyttede den amerikanske militære tilstedeværelse i New Orleans til at nedkæmpe en slaveopstand i 1811, som han mente var et spansk komplot.
Under den britisk-amerikanske krig i 1812-15 anførte Hampton de amerikanske styrker i slaget ved Chateauguay i 1813.  Den 6. april 1814 tog han sin afsked og vendte tilbage til South Carolina efter at have ført tusinder af amerikanske soldater til nederlag mod lidt over 1.000 canadiske militssoldater og 180 Mohawk-krigere, da hans hær for vild i skovene.
Herefter skabte han en stor formue ved jordspekulation. Ved hans død sagde man, at han var den rigeste plantageejer i USA og han ejede over 3.000 slaver. Hampton tilbragte en stor del af sin tid på sit gods, som nu er kendt som Hampton-Preston House, i Columbia, South Carolina.
Hampton County, South Carolina er opkaldt efter ham.
Hans søn Wade Hampton II og sønnesøn Wade Hampton III havde også fremtrædende positioner i selskabsliv og politik i South Carolina, og den sidste blev guvernør efter at have udmærket sig i kavaleriet under den amerikanske borgerkrig.
Han ligger begravet på kirkegården ved Trinity Episcopal Church i Columbia, South Carolina.